# خورخي كوينتيروس
خورخي كوينتيروس (بالإسبانية: Jorge Quinteros)‏ هو لاعب كرة قدم أرجنتيني في مركز الهجوم، ولد في 27 يوليو 1974 في San Fernando, Buenos Aires ‏ في الأرجنتين. لعب مع أرجنتينوس جونيورز وتاليريس كوردوبا وتشاكاريتا جيونيورز وريال مايوركا ونادي أونيفرسيداد كاتوليكا ونادي بادوفا ونادي سان لورينزو.